# Skoky do vody na Letních olympijských hrách 2004
Skoky do vody na Letních olympijských hrách v Athénách.

## Medailisté

### Muži
| Kategorie                         | Zlato                                           | Stříbro                                               | Bronz                                             |
| --------------------------------- | ----------------------------------------------- | ----------------------------------------------------- | ------------------------------------------------- |
| Prkno 3 m                         | Pcheng Po · Čína (CHN)                          | Alexandre Despatie · Kanada (CAN)                     | Dmitrij Sautin · Rusko (RUS)                      |
| Věž 10 m                          | Chu Ťia · Čína (CHN)                            | Mathew Helm · Austrálie (AUS)                         | Tchien Liang · Čína (CHN)                         |
| Synchronizované skoky z prkna 3 m | Thomas Bimis a Nikolaos Siranidis · Řecko (GRE) | Tobias Schellenberg a Andreas Wels · Německo (GER)    | Steven Barnett a Robert Newbery · Austrálie (AUS) |
| Synchronizované skoky z věže 10 m | Tchien Liang a Jang Ťing-chuej · Čína (CHN)     | Peter Waterfield a Leon Taylor · Velká Británie (GBR) | Mathew Helm a Robert Newbery · Austrálie (AUS)    |

### Ženy
| Kategorie                         | Zlato                                   | Stříbro                                               | Bronz                                                    |
| --------------------------------- | --------------------------------------- | ----------------------------------------------------- | -------------------------------------------------------- |
| Prkno 3 m                         | Kuo Ťing-ťing · Čína (CHN)              | Wu Min-sia · Čína (CHN)                               | Julia Pachalinová · Rusko (RUS)                          |
| Věž 10 m                          | Chantelle Newberyová · Austrálie (AUS)  | Lao Li-š' · Čína (CHN)                                | Loudy Tourkyová · Austrálie (AUS)                        |
| Synchronizované skoky z prkna 3 m | Wu Min-sia a Kuo Ťing-ťing · Čína (CHN) | Věra Iljinová a Julia Pachalinová · Rusko (RUS)       | Irina Laškovová a Chantelle Newberyová · Austrálie (AUS) |
| Synchronizované skoky z věže 10 m | Lao Li-š' a Li Tching · Čína (CHN)      | Natalia Gončarovová a Julia Koltunovová · Rusko (RUS) | Blythe Hartleyová a Émilie Heymansová · Kanada (CAN)     |

## Přehled medailí
| Pořadí | Země                 | Zlato | Stříbro | Bronz | Celkově |
| ------ | -------------------- | ----- | ------- | ----- | ------- |
| 1.     | Čína (CHN)           | 6     | 2       | 1     | 9       |
| 2.     | Austrálie (AUS)      | 1     | 1       | 4     | 6       |
| 3.     | Řecko (GRE)          | 1     | 0       | 0     | 1       |
| 4.     | Rusko (RUS)          | 0     | 2       | 2     | 4       |
| 5.     | Kanada (CAN)         | 0     | 1       | 1     | 2       |
| 6.     | Německo (GER)        | 0     | 1       | 0     | 1       |
| 6.     | Velká Británie (GBR) | 0     | 1       | 0     | 1       |